# Veikko Heinonen
Veikko Heinonen (* 4. Oktober 1934 in Lahti; † 4. November 2015) war ein finnischer Skispringer und Pesäpallo-Spieler.

## Skispringen
Heinonen, der für Lahden Hiihtoseura startete, gewann seine ersten Wettbewerbe 1951. So wurde er 1951 und 1952 Finnischer Jugendmeister im Skispringen. 1954 wurde er in den A-Nationalkader berufen und gewann bei der Nordischen Skiweltmeisterschaft 1954 im schwedischen Falun mit Sprüngen von 72,5 und 76 m die Silbermedaille hinter seinem Landsmann Matti Pietikäinen. Er konnte sich dabei nur wegen besserer Haltungsnoten gegen den 0,5 Punkte hinter ihm liegenden Schweden Bror Östman durchsetzen. Gemeinsam mit Pietikäinen konnte er bei dieser Weltmeisterschaft die ersten internationalen Medaillen im Skispringen für Finnland gewinnen. Trotz des Erfolges wurde er nach der Weltmeisterschaft nicht für weitere internationale Meisterschaften nominiert. In der Schweizer Skisprungwoche 1955 wurde Heinonen Siebter. Er war Dritter in den Springen von St. Moritz und Le Locle, stürzte aber beim ersten Sprung in Arosa und verlor so seine Chancen auf die Medaillenränge in der Gesamtwertung. Bei der Vierschanzentournee 1955/56 stürzte Heinonen in Oberstdorf beim ersten Sprung und belegte in Garmisch-Partenkirchen den 23. Platz.
Neben den Weltmeisterschaften belegte er auch in den Skiwettbewerben in Salpausselkä, Falun und Ounasvaara jeweils den zweiten Platz. Bei der Skiflugwoche am Kulm gewann er 1956 zwei Teilwettbewerbe. Im ersten Teilwettbewerb hatte er aber übermüdet antreten müssen, nachdem sich die Anreise aufgrund eines Generalstreiks verzögert hatte, und wurde nur Sechster. In der Gesamtwertung wurde er damit Zweiter hinter Werner Lesser aus der DDR. Am Kulm sprang Heinonen mit 118 Metern den weitesten Sprung seiner Karriere. Bei den Finnischen Meisterschaften wurde er 1955 Vierter und 1954 Siebter, nachdem ihm dort sein zweiter Sprung missglückt war.
Heinonen beendete seine Wettkampfkarriere 1966, nachdem er bei einem Übungssprung gestürzt war und eine Nierenverletzung erlitten hatte.

## Pesäpallo
Veikko Heinonen spielte zwischen 1953 und 1958 in der finnischen Pesäpallo-Liga im Trikot des Vereins Lahden Mailaveikot. Mit diesen wurde er einmal Vizemeister.

## Privates
Sein Sohn Kari Heinonen war Ende der Siebziger- und Anfang der Achtzigerjahre Skispringer in der finnischen Nationalmannschaft.